# Meurtre de Grace Millane
 (octobre 2022).
La mise en forme du texte ne suit pas les recommandations de Wikipédia : il faut le « wikifier ».
Les points d'amélioration suivants sont les cas les plus fréquents. Le détail des points à revoir est peut-être précisé sur la page de discussion.
- Les titres sont pré-formatés par le logiciel. Ils ne sont ni en capitales, ni en gras.
- Le texte ne doit pas être écrit en capitales (les noms de famille non plus), ni en gras, ni en italique, ni en « petit »…
- Le gras n'est utilisé que pour surligner le titre de l'article dans l'introduction, une seule fois.
- L'italique est rarement utilisé : mots en langue étrangère, titres d'œuvres, noms de bateaux, etc.
- Les citations ne sont pas en italique mais en corps de texte normal. Elles sont entourées par des guillemets français : « et ».
- Les listes à puces sont à éviter, des paragraphes rédigés étant largement préférés. Les tableaux sont à réserver à la présentation de données structurées (résultats, etc.).
- Les appels de note de bas de page (petits chiffres en exposant, introduits par l'outil «  Source ») sont à placer entre la fin de phrase et le point final[comme ça].
- Les liens internes (vers d'autres articles de Wikipédia) sont à choisir avec parcimonie. Créez des liens vers des articles approfondissant le sujet. Les termes génériques sans rapport avec le sujet sont à éviter, ainsi que les répétitions de liens vers un même terme.
- Les liens externes sont à placer uniquement dans une section « Liens externes », à la fin de l'article. Ces liens sont à choisir avec parcimonie suivant les règles définies. Si un lien sert de source à l'article, son insertion dans le texte est à faire par les notes de bas de page.
- La présentation des références doit suivre les conventions bibliographiques. Il est recommandé d'utiliser les modèles {{Ouvrage}}, {{Chapitre}}, {{Article}}, {{Lien web}} et/ou {{Bibliographie}}. Le mode d'édition visuel peut mettre en forme automatiquement les références.
- Insérer une infobox (cadre d'informations à droite) n'est pas obligatoire pour parachever la mise en page.

Pour une aide détaillée, merci de consulter Aide:Wikification.
Si vous pensez que ces points ont été résolus, vous pouvez retirer ce bandeau et améliorer la mise en forme d'un autre article.
 (novembre 2022).
Le meurtre de Grace Emmie Rose Millane (2 décembre 1996 - 2 décembre 2018) a eu lieu le 2 décembre 2018. La disparition de cette touriste britannique à Auckland en Nouvelle-Zélande avait attiré l'attention internationale. Jesse Shane Kempson, un homme de vingt-six ans, a été accusé de son meurtre le 8 décembre 2018. Le corps de Grace Millane est retrouvé dans les Waitākere Ranges à l'ouest d'Auckland le 9 décembre de la même année, soit le lendemain. Le nom de Kempson fait l'objet d'une obligation de silence par les tribunaux néo-zélandais, ce qui signifie qu'il ne pouvait pas être publié en Nouvelle-Zélande ; cependant, certains médias internationaux ont choisi de le publier contrairement à l'ordonnance du tribunal néo-zélandais.
Kempson est jugé devant la Haute Cour d'Auckland en novembre 2019. Il maintient que Grace Millane est morte lors de rapports sexuels consentis.
Après un procès de trois semaines, il est reconnu coupable de façon unanime et plus tard condamné à la réclusion à perpétuité, avec une période minimale sans libération conditionnelle de dix-sept ans.
Kempson fait appel de sa condamnation, rejeté par la Cour d'appel de Nouvelle-Zélande le 18 décembre 2020. L'ordonnance d'obligation de silence est levée par la Cour suprême de Nouvelle-Zélande le 22 décembre 2020. Il a également été révélé que Kempson avait été reconnu coupable de multiples accusations de viol et d'abus concernant deux autres femmes en octobre et novembre 2020,.

## Contexte et disparition
Grace Millane était originaire de Wickford, dans l'Essex. Elle avait récemment obtenu sa licence en publicité et marketing à l'Université de Lincoln et utilisait son année sabbatique pour faire une tournée de randonnée.
Millane était en séjour de deux semaines en Nouvelle-Zélande après avoir passé six semaines en Amérique du Sud. Elle est entrée en Nouvelle-Zélande le 20 novembre 2018 et a parcouru la partie supérieure de l'île du Nord. Son arrivée à Auckland date du 30 novembre.
À 21h00 le 1er décembre, elle est vue dans Victoria Street dans le quartier central des affaires d'Auckland, et 15 minutes plus tard, elle est aperçue via CCTV à SkyCity. Elle a été vue pour la dernière fois à 21h41 au CityLife Hotel sur Queen Street en compagnie de Jesse Kempson,.

## Enquête
Inquiets de n'avoir reçu aucune réponse de leur fille après lui avoir envoyé des messages pour son anniversaire le 2 décembre 2018, les parents de Grace Millane signalent sa disparition à la police trois jours plus tard.
L'hôtel où elle séjournait a rapporté qu'elle n'était pas retournée dans sa chambre la nuit de sa disparition. La police a d'abord déclaré qu'il n'y avait "aucune preuve d'acte criminel", mais a ensuite recueilli des preuves qu'elle n'était « plus en vie ». La police a annoncé le 8 décembre que l'affaire était traitée comme une enquête pour homicide, et Kempson a ensuite été accusé de son meurtre.
Le corps de Grace Millane est retrouvé le 9 décembre vers 16h00, à côté de la Scenic Drive dans les Waitākere Ranges, environ dix-neuf kilomètres à l'ouest du centre d'Auckland. Une autopsie est pratiquée le 10 décembre. D'autres recherches dans la zone où le corps de Millane a été trouvé sont menées le 11 Décembre.
La police a demandé l'aide du public pour trouver une pelle qu'ils croyaient être liée à l'enquête (une pelle correspondant à la description de la police est retrouvée le 13 Décembre) et pour retracer les mouvements d'une voiture louée par Kempson entre le 2 et 3 Décembre. La voiture avait ensuite été relouée et se trouvait au 8 Décembre à Taupo, 275 kilomètres au sud d'Auckland.

### Arrestation
Kempson, alors âgé de vingt-six ans, est placé en garde à vue le 8 Décembre à 15h00. Il avait séjourné au CityLife Hotel dans le centre d'Auckland. Kempson a comparu devant le tribunal de district d' Auckland le 10 décembre 2018, accusé du meurtre de Millane.
Kempson est né et a grandi dans la région de Wellington. Après la séparation de ses parents quand il avait neuf ans, il a été élevé par son père et son grand-père. Sa mère a déménagé à l'étranger tandis que son père s'est remarié et a fondé une famille recomposée. Au Aotea College, Kempson a joué au softball à un niveau de représentant régional pour plusieurs équipes. Il a travaillé comme barman et constructeur/ouvrier et a également vécu à Sydney, en Australie, entre 2013 et 2016. Kempson était séparé de sa famille. Il avait également été condamné pour conduite en état d'ébriété en Nouvelle-Zélande et avait été arrêté pour comportement désordonné à Auckland et à Sydney. Le grand-père paternel de Kempson a également allégué qu'il avait engendré un enfant alors qu'il vivait à Sydney, mais cela est contesté par d'autres proches.

### Obligation de silence
Lors de la comparution initiale, Kempson s'est vu refuser l'obligation de silence, mais la défense a fait appel, déclenchant automatiquement une obligation de silence provisoire du nom pendant une période de vingt jours ouvrables. L'obligation de silence n'a pas pu être appliquée contre les médias se situant hors de la Nouvelle-Zélande, et plusieurs d'entre eux, en particulier au Royaume-Uni, ont choisi de publier le nom de Kempson. Google a inclus le nom de Kempson dans un e-mail envoyé aux abonnés de sa newsletter sur des sujets d'actualité en Nouvelle-Zélande, qui affirmait que 100 000 recherches avaient été effectuées sur le nom dans le pays. Le ministre de la Justice Andrew Little et l' association du barreau de Nouvelle-Zélande ont critiqué les médias étrangers, affirmant que la publication du nom de Kempson mettait en danger son droit à un procès équitable.
Kempson a été placé en détention provisoire et a comparu devant la Haute Cour d'Auckland le 16 janvier 2019, où il a plaidé non coupable. Son identité est restée masquée dans l'attente d'un appel. L'appel a été entendu devant la Haute Cour le 7 février ; le juge a réservé sa décision, ce qui signifie que l'obligation de silence est restée en vigueur jusqu'à ce que la décision soit rendue. La police néo-zélandaise a enquêté sur un certain nombre de violations présumées de l'obligation de silence.
En février 2020, un homme d'affaires d'Auckland, Leo Molloy, a été poursuivi pour une telle infraction. Après avoir initialement plaidé non coupable, Molloy a changé son plaidoyer de culpabilité en juin 2020. En avril 2021, il a été condamné à 350 heures de travaux d' intérêt général et à une amende de 15 000 dollars néo-zélandais. En août 2021, Molloy a fait appel sans succès de sa condamnation et de sa peine,.
Kempson a été officiellement identifié le 22 décembre 2020, après que la Cour suprême de Nouvelle-Zélande a rejeté son appel pour une continuation de l'obligation de silence. Il a également été révélé que Kempson avait été reconnu coupable d'un total de neuf chefs d'accusation de viol, d'atteintes sexuelles, de menaces de mort et d'agression dans deux procès pour violences sexuelles devant un juge en octobre et novembre 2020. Ces accusations étaient indépendantes de l'affaire Millane,.

## Réactions
La mort de Grace Millane a suscité une réaction sans précédent du public néo-zélandais. Le Premier ministre Jacinda Ardern a présenté des excuses publiques à la famille de Millane le 10 décembre, déclarant "au nom de la Nouvelle-Zélande, je veux présenter mes excuses. Votre fille aurait dû être en sécurité ici, et elle ne l'a pas été". Lors de la conférence de presse, elle semblait être au bord des larmes.
L'Université de Lincoln, où Millane a étudié, a déclaré que sa communauté était « profondément attristée » par sa mort.
La Sky Tower et le Harbour Bridge d'Auckland ont été illuminés en forme de ruban blanc du 10 au 13 décembre pour lui rendre hommage. Des veillées aux chandelles ont eu lieu les 11 et 12 décembre à plusieurs endroits en Nouvelle-Zélande,.
Les journalistes Alison Mau et Paul Little ont critiqué la couverture médiatique comme un exemple du syndrome de la femme blanche disparue, où une attention médiatique beaucoup plus importante est accordée aux femmes « typiquement blanches, conventionnellement attirantes issues de la classe moyenne qui sont décrites comme « innocentes » et « angéliques » ».
Le 10 janvier 2019, des centaines de personnes se sont rendues aux funérailles de Grace Millane à la cathédrale de Brentwood dans l'Essex.
En novembre 2019, le diffuseur de Radio New Zealand Colin Peacock a critiqué la conduite de certains médias étrangers dans les procès pour meurtre de Grace Millane et d'Amber-Rose Rush, arguant que leurs violations des obligations de silence néo-zélandaises menaçaient les droits à un procès équitable des accusés. Pendant ce temps, l'Otago Daily Times a éditorialisé que l'affaire du meurtre de Millane soulignait qu'en Nouvelle-Zélande, les femmes étaient statistiquement plus susceptibles d'être victimes de crimes violents que les hommes. Fin février 2020, Sian Norris du journal The Guardian a décrit l'utilisation du « sexe brutal » comme argument de défense de meurtre comme « [un cas] grotesque [de] faute de la victime ».

## Procès et appels
Le procès a commencé le 4 Novembre 2019 avec la sélection du jury. Kempson a réaffirmé son plaidoyer de non-culpabilité antérieur, la procédure devant durer cinq semaines,,. L'accusation menée par l'avocat de la Couronne Brian Dickey a fait valoir que Kempson avait étranglé Grace Millane à mort à la suite d'un rendez-vous Tinder. L'accusation a également affirmé qu'après avoir tué Grace Millane, Kempson a effectué plusieurs recherches sur Internet sur la façon de se débarrasser d'un corps, et a également visionné des vidéos pornographiques. Dickey a également déclaré que Kempson s'était débarrassé calmement du corps de Millane et des autres preuves, puis avait créé un « labyrinthe de narration et de mensonges » pour brouiller les pistes.
Trois témoins féminins que Kempson avait également rencontrés via Tinder,ont déclaré qu'il aimait le sexe masochiste et le bondage, y compris l'étouffement. L'accusation a également présenté des images de caméras de sécurité de Kempson et Millane, y compris sa location d'une machine de nettoyage de tapis au supermarché Countdown de Quay Street. Un témoin expert de la Couronne, le pathologiste Simon Stables, a déclaré que l'autopsie du corps de Millane avait révélé des ecchymoses compatibles avec une personne qui avait été maîtrisée et asphyxiée,,. La concentration d'alcool dans le sang post-mortem de Millane a été mesurée à 106 milligrammes d'alcool pour 100 millilitres de sang, au-dessus de la limite légale de conduite de 50 mg pour 100 mL.
L'équipe d'avocats de la défense dirigée par Ian Brookie a fait valoir que la mort de Grace Millane était le résultat d'une "mésaventure" sexuelle consensuelle entre Kempson et Millane. Ils ont allégué que Millane avait un intérêt pour le bondage et le sado-masochisme et avait demandé à Kempson de l'étouffer lors d'un jeu sexuel qui a mal tourné. Tout en reconnaissant que Kempson avait tenté de cacher et d'enterrer le corps de la victime, ils ont soutenu qu'il avait paniqué,,. Le témoin expert de la défense, le pathologiste Fintan Garavan, a contesté la preuve d'autopsie de la Couronne, affirmant que les blessures de la victime étaient compatibles avec un acte sexuel consensuel en raison de l'absence de blessures défensives sur le corps de Millane. Garavan a également allégué que la consommation d'alcool de la victime aurait pu contribuer à sa mort. L'avocat de la défense Ron Mansfield a également soutenu que la prétention de Kempson à être riche et à réussir découlait de son insécurité personnelle.
Le procès a duré trois semaines. Le jury, composé de sept femmes et cinq hommes, a rendu un verdict de culpabilité le 22 novembre 2019 après avoir délibéré pendant cinq heures. Le verdict a été bien accueilli par les parents de Millane, David (décédé par la suite d'un cancer en novembre 2020) et Gillian. Plusieurs membres du jury auraient pleuré après le verdict. En Nouvelle-Zélande, le meurtre est passible d'une peine obligatoire d'emprisonnement à perpétuité avec une période minimale sans libération conditionnelle de dix ans, sauf lorsqu'une telle peine serait manifestement injuste (par exemple, les meurtres par compassion). Les juges ont le pouvoir discrétionnaire d'ordonner une période sans libération conditionnelle plus longue.
Le 21 février 2020, Kempson a été condamné à la prison à vie avec une période minimale sans libération conditionnelle de dix-sept ans. Le 18 mars, il a été signalé que Kempson ferait appel de sa condamnation et de sa peine devant la Cour d'appel. L'audience d'appel a commencé à Auckland le 6 août.
Le 18 décembre 2020, la Cour d'appel a rejeté l'appel, bien que la Cour suprême ait ordonné que l'obligation de silence reste en place jusqu'à une nouvelle ordonnance du tribunal,. Le même jour, il a été signalé que les contribuables avaient payé plus de 400 000 dollars néo-zélandais pour l'aide juridique de Kempson.
Le 29 juin 2021, la Cour suprême a rejeté la demande d'autorisation de faire appel du verdict de Kempson, épuisant ainsi ses voies de droit pour annuler sa condamnation.